# Tino di Camaino
Tino di Camaino (asi 1280, Siena – asi 1337, Neapol) byl italský sochař.

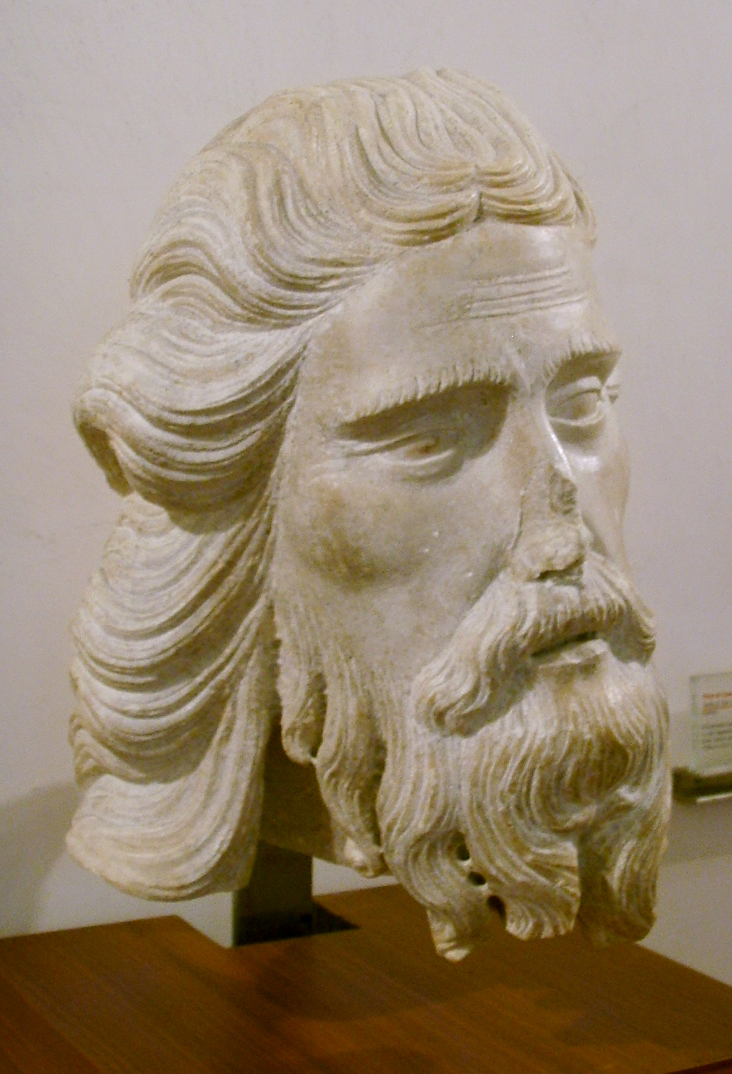
Hlava Jana Křtitele

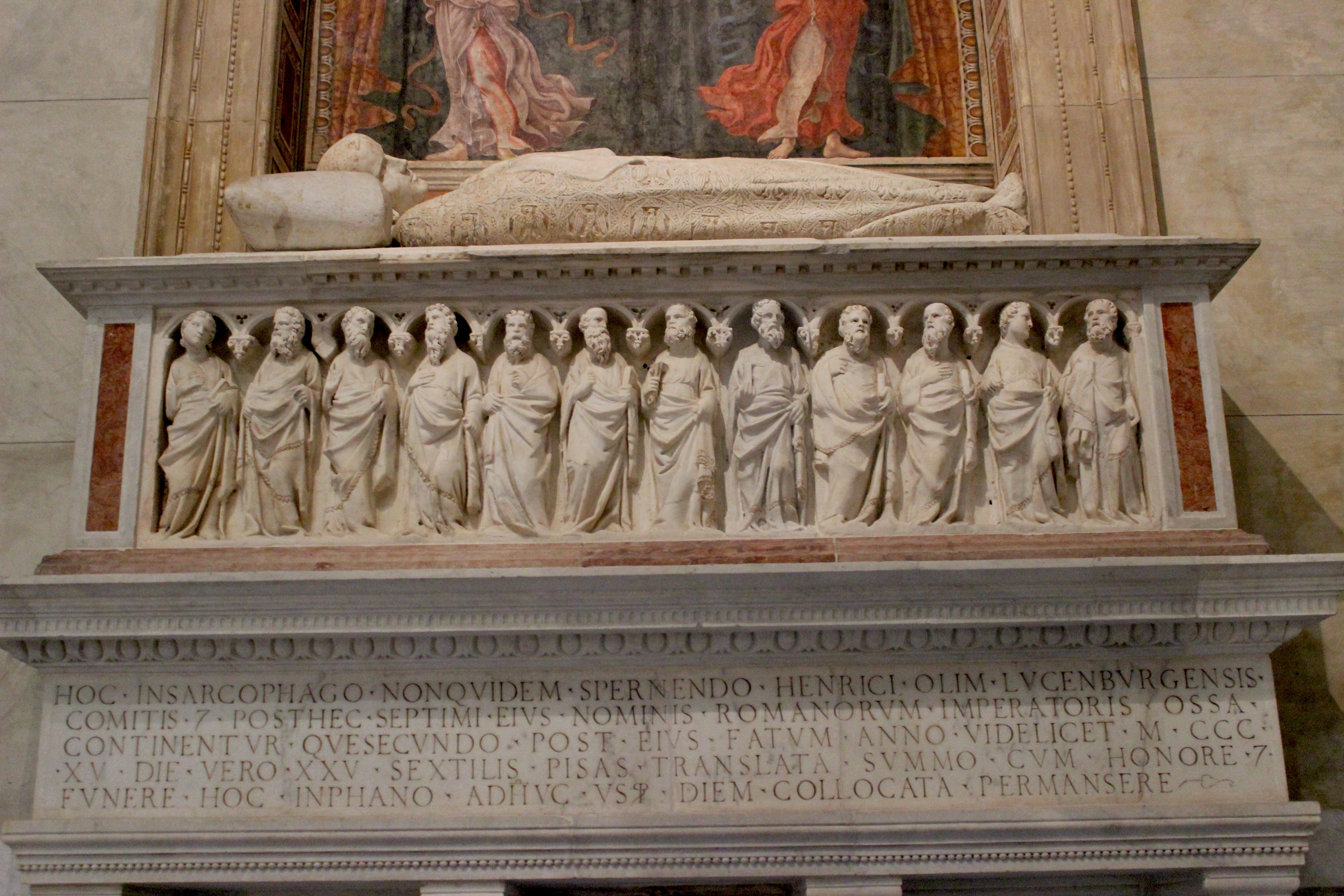
Tino di Camaino, náhrobek Jindřicha VII. Lucemburského v Pise

Narodil se v Sieně jako syn architekta Camaina di Crescentino, byl žákem Giovanniho Pisana, kterému pomáhal při práci na fasádě katedrály v Sieně. Později Tino následoval svého mistra do Pisy, kde se roku 1311 stal odpovědným za práce na tamější katedrále. O čtyři roky později zde pracoval na náhrobku pro císaře Jindřicha VII. Lucemburského; současně pracoval i v Sieně a Florencii. Zde vytvořil známý náhrobek biskupa Orsa v Santa Maria del Fiore a náhrobek Gastona della Torre v Santa Croce.
Od roku 1323 pracoval v Neapoli, u krále Roberta z Anjou. Opět vytvářel náhrobky, mimo jiné pro kalábrijskou vévodkyni Kateřinu Habsburskou v San Lorenzo Maggiore a královnu Marii Uherskou v Santa Maria Donnaregina. Zemřel v Neapoli kolem roku 1337.